# Майор, Мишель
Мише́ль Майо́р (фр. Michel Mayor; род. 12 января 1942, Лозанна, Во, Швейцария) — швейцарский астрофизик, почётный профессор Университета Женевы (кафедра астрономии). Майор официально ушёл в отставку в 2007 году, но остаётся активным исследователем в Женевской обсерватории.
Является сообладателем международной премии им. В. А. Амбарцумяна 2010 года. Лауреат премии Вольфа по физике (2017) и Нобелевской премии по физике (2019, совместно с Дидье Кело и Джеймсом Пиблсом).
Иностранный член Французской академии наук (2002), Национальной академии наук США (2010).

## Карьера
В 1966 году получил степень магистра в области физики в Университете Лозанны, в 1971 — докторскую степень в области астрономии в Женевской обсерватории. Его диссертация содержит исследование кинематических свойств звёзд в окрестностях Солнца в возможной связи со спиральной структурой Галактики. Непродолжительное время работал в Институте астрономии Кембриджского университета (1971). Работая в Университете Женевы, провёл несколько творческих отпусков длительностью в семестр в Европейской южной обсерватории (ESO) в Чили и в Институте астрономии Гавайского университета.
С 1971 по 1984 год Майор работал научным сотрудником в Женевской обсерватории, где находится кафедра астрономии Женевского университета. В 1984 году он стал доцентом университета. В 1988 году университет присвоил ему звание полного профессора, и он занимал эту должность до выхода на пенсию в 2007 году. Майор был директором Женевской обсерватории в 1998—2004 годах.
С 1989 по 1992 годы он возглавлял Консультативный совет Европейской южной обсерватории, с 1990 по 1993 — Президент Швейцарского общества по астрофизике и астрономии (Swiss Society of Astrophysics and Astronomy). Активный член и бывший председатель нескольких комиссий Международного астрономического союза.
В 1995 году совместно с Дидье Кело открыл 51 Пегаса b, первую экзопланету, обращающуюся вокруг солнцеподобной звезды (51 Пегаса). За это открытие Майор и Кело получили Нобелевскую премию (1/4) по физике в 2019 году.

## Награды
- 1998 — Премия Жюля Жансена
- 1998 — Marcel Benoist Prize[англ.]
- 2000 — Премия Бальцана
- 2004 — Медаль Альберта Эйнштейна
- 2004 — Кавалер ордена Почётного легиона
- 2005 — Премия Шао, «За открытие и определение орбит и масс первых планет, обращающихся вокруг других звёзд, революционизирующие наше понимание процессов формирования планет и планетных систем.»
- 2010 — Международная научная премия имени Виктора Амбарцумяна, «За их важный вклад в изучении связи между планетными системами и окружающими их звёздами.»
- 2010 — Медаль Карла Шварцшильда
- 2011 — BBVA Foundation Frontiers of Knowledge Award
- 2015 — Золотая медаль Королевского астрономического общества, «For his discoveries of planets orbiting other stars, and the development of instrumentation designed to find them.»[10]
- 2015 — Премия Киото
- 2017 — Премия Вольфа по физике, «За открытие первой экзопланеты, обращающейся вокруг похожей на Солнце звезды».
- 2017 — Офицер ордена Почётного легиона
- 2019 — Нобелевская премия по физике